# Julija Volkova
Julija Olegovna Volkova (Ruski: Юлия Олеговна Волкова, u eng. tekstovima: Yulia Volkova), rođena je 20. veljače 1985. godine, pjevačica je u sastavu ruskog dueta t.A.T.u. zajedno s Lenom Katinom, a odnedavno započinje i solo karijeru.

## Životopis

### 1984–1999: Djetinjstvo i početak karijere
Rodila se u Moskvi, kao kćer jedinica roditelja Olega Volkova i Larisse Volkove. Sa 6 godina pohađa glazbenu školu i svira klavir. S 9 godina ulazi u poznatu dječju glazbenu skupinu "Neposedy" gdje se upoznaje s Lenom Katinom. S 11 godina mijenja škole i nakon 3 godine napušta grupu "Neposedy" i prolazi na audiciji za glazbeni projekt "Tatu" u kojem je već bila Lena Katina.

### 1999–2009: t.A.T.u.
2003. je pobacila, što se i potvrdilo u dokumentarcu Anatomija t.A.T.u. U istom dokumentarnom filmu su obje pjevačice izjavile da nisu lezbijke.
Nastupile su i na Pjesmi Eurovizije 2003. i bile su treće s pjesmom Ne ver, ne bojsja (Не верь, не бойся).
23. rujna 2004. rodila je kćer Viktoriju Pavlovnu Volkovu u Moskvi s tadašnjim dečkom, Pavelom Sidrovim. U listopadu 2004. je operirala cistu na glasnicama zbog koje nije mogla pjevati visoke tonove.
27. prosinca 2007. rodila je dječaka Samira u Moskvi s bivšim dečkom Parvizom Jasinovim.

### 2009–2010: Samostalna karijera
2009. godine se potvrdilo da djevojke rade na solo projektima, ali da to ne znači kraj t.A.T.u.-a.

## Vanjske poveznice
- t.A.T.u. stranica